# 2012 у телебаченні
Список 2012 у телебаченні описує події у сфері телебачення, що відбулися 2012 року.

## Події

### Січень
- 1 січня
  - Початок мовлення нового телеканала про медицину «Dobro TV» від корпорації «UBG»[1].
  - Припинення мовлення та закриття білоруського телеканалу «TV RAY».
  - Початок мовлення регіонального державного телеканалу «Нова Волинь» у Луцьку й Волинської області у стандарті DVB-T2.
  - Початок мовлення регіонального державного телеканалу «Суми» в однойменному місті й області у стандарті DVB-T2.
  - Початок мовлення регіонального державного телеканалу «Крим» у Сімферополі й одноіменному регіоні у стандарті DVB-T2[2].
- 21 січня — Відновлення мовлення дрогобицького регіонального телеканалу «Алсет»[3].
- 22 січня — Початок мовлення нового хокейного телеканалу «Хокей»[4].
- Припинення аналогового мовлення регіонального телеканалу «А1» на 1 ТВК в Одесі[5].

### Лютий
- 1 лютого — Перехід телеканалу «Перший національний» на супутник Amos 2[6].
- 6 лютого — Початок мовлення нових телеканалів «НЛО-ТБ» та «Кіноточка» від «Медіа Групи Україна»[7][8].
- 22 лютого — Ребрендинг київського телеканалу «Купол» у «Business Kyiv»[9].
- 27 лютого — Зміна графічного оформлення «5 каналу»[10].

### Березень
- 1 березня
  - Зміна графічного оформлення телеканалу «ТЕТ».
  - Припинення аналогового мовлення регіонального телеканалу «Северный Крым» на 42 ТВК в Армянську[11].
  - Відновлення аналогового мовлення регіонального телеканалу «Майдан TV» на 12 ТВК у Білій Церкві[12].
- 19 березня — Зміна логотипу парламентського телеканалу «Рада».

### Квітень
- 15 квітня — Ребрендинг музичного телеканалу «Enter-music» у дитячий телеканал «Піксель TV»[13][14].
- 25 квітня — Початок мовлення нового інформаційного телеканалу «БТБ».

### Травень
- 14 травня — Зміна логотипа і графічного оформлення телеканалу «ТВі».
- 31 травня — Початок мовлення регіонального телеканалу «Жовта Річка» у Жовтих Водах у стандарті DVB-T2[15].

### Червень
- 1 червня
  - Перехід телеканалу «Футбол» до мовлення у широкоекранному форматі 16:9 та початок мовлення у стандарті високої чіткості (HD)[16][17].
  - Зміна графічного оформлення телеканалу «Перший національний»[18].
- 11 червня — Зміна логотипа та графічного оформлення «Нового каналу».
- 23 червня — Припинення мовлення телеканалу «Real TV Estate» у мультиплексі MX-3 цифрової ефірної мережі DVB-T2.

### Липень
- 1 липня — Початок аналогового мовлення телеканалу «ZIK» на 33 ТВК у Бродах[19].
- 3 липня — Перехід телеканалу «Футбол+» до мовлення у широкоекранному форматі 16:9 та початок мовлення у стандарті високої чіткості (HD)[16].
- 13 липня — Початок мовлення телеканалу «2+2» у мультиплексі MX-3 цифрової ефірної мережі DVB-T2 замість телеканалу «Real TV Estate»[20][21].

### Серпень
- 4 серпня — Ребрендинг телеканалу «СіТі» у дитячий телеканал «ПлюсПлюс»[22][23].
- 7 серпня
  - Початок мовлення нового телеканалу «Ескулап TV» від «Медіа Групи Україна».
  - Початок мовлення нового телеканалу «Вінтаж ТВ».
- 8 серпня — Початок мовлення волинського телеканалу «Аверс» у Луцьку й області у стандарті DVB-T2.
- 12 серпня — Початок мовлення регіонального телеканалу «ТАК TV» в Миколаєві й області у стандарті DVB-T2.
- 14 серпня — Ребрендинг київських регіональних телеканалів «Академія» та «Сатурн» у «КРТ Київ» і «КРТ Місто»[9].
- 23 серпня — Початок мовлення регіонального телеканалу «Акцент» в Лисичанську у стандарті DVB-T2[24].
- 26 серпня — Зміна логотипа і графічного оформлення телеканалу «Гумор ТБ».
- 30 серпня — Початок мовлення регіонального державного телеканалу «Лтава» у Кременчуці у стандарті DVB-T2[25].

### Вересень
- 1 вересня
  - Початок мовлення телеканалу «Перший Ukraine» на супутнику Amos 2[26][27].
  - Зміна графічного оформлення телеканалу «M2».
- 8 вересня — Зміна логотипів і графічного оформлення телеканалів «Футбол» і «Футбол+»[28].
- 15 вересня
  - Зміна логотипа і графічного оформлення телеканалу «К1»[29].
  - Початок аналогового мовлення регіонального телеканалу «ОТБ Галичина» на 43 ТВК в Татарові[30].
- 17 вересня — Початок мовлення регіонального телеканалу «Академія» в Одесі у стандарті DVB-T2[31].
- Перехід аналогового мовлення регіонального телеканалу «Альта» з 26 на 39 ТВК у Переяславі[32].

### Жовтень
- 1 жовтня
  - Зміна логотипа і графічного оформлення російського телеканалу «Росія-1»[33].
  - Зміна логотипа і графічного оформлення телеканалу «Мега».
  - Початок мовлення регіонального телеканалу «Репортер» в Одесі у стандарті DVB-T2[31].
- 15 жовтня — Зміна логотипа, графічного оформлення та програмної концепції телеканалу «Перший Ukraine»[34].
- 23 жовтня — Сполучене Королівство Великої Британії та Ірландії повністю перейшло на цифрове телебачення[35].
- Початок мовлення телеканалу «Даніо» в Ужгороді та Закарпатській області у стандарті DVB-T2.
- Початок мовлення регіонального телеканалу «ПТРК» в Павлограді у стандарті DVB-T2[36].
- Перехід телеканалу «НЛО-ТБ» до мовлення у широкоекраному форматі зображення 16:9.

### Листопад
- 1 листопада
  - Початок мовлення нового одеського регіонального телеканалу «O News»[5].
  - Початок мовлення нового інформаційного телеканалу «TBinfo».
- 13 листопада — Початок мовлення регіональних телеканалу «ОТБ Галичина» в Івано-Франківську й області у стандарті DVB-T2.
- 15 листопада — Початок мовлення нового телеканалу телеторгівлі «Boutique TV».
- 18 листопада — Початок мовлення «33 каналу» у Хмельницькому й області у стандарті DVB-T2 та перехід до цілодобового формату мовлення.
- 20 листопада
  - Початок мовлення нового телеканалу «Аріанда».
  - Початок мовлення нового телеканалу «Партнер».
  - Початок мовлення нового телеканалу «Новий формат ТВ».
  - Початок мовлення нового телеканалу «Лідер».
  - Початок мовлення нового телеканалу «ТВ ВИБІР».
- 26 листопада — Початок мовлення регіонального телеканалу «Март» у Миколаєві у стандарті DVB-T2.
- 30 листопада — Початок мовлення «24 каналу» у Львові у стандарті DVB-T2.

### Грудень
- 10 грудня — Початок повноцінного мовлення івано-франківського регіонального телеканалу «ОТБ Галичина» в Бережанах у стандарті DVB-T2[37].
- 12 грудня — Зміна логотипа, графічного оформлення, програмної концепції та перейменування телеканалу «Київ» у «Київ TV»[38].
- 13 грудня — Початок мовлення нового російського телеканалу «Росія HD»[39].
- 15 грудня
  - Ребрендинг телеканалу «НЛО-ТБ» в «НЛО ТВ» та його перезапуск.
  - Перехід телеканалу «БТБ» до мовлення у широкоекранному форматі зображення 16:9.
- 23 грудня — Припинення мовлення і закриття одеського регіонального телеканалу «ТА-Одеса».
- 24 грудня
  - Перехід російського «Першого каналу» до мовлення у стандарті високої чіткості (HD).
  - Зміна графічного оформлення телеканалу «ICTV».
- 29 грудня — Ребрендинг телеканалу КДРТРК в «Центральний Канал».
- 31 грудня
  - Припинення мовлення та закриття телеканалу «TBinfo».
  - Припинення мовлення і закриття одеського регіонального телеканалу «ОК».

## Без точних дат
- Весна — Початок мовлення апостолівського регіонального телеканалу «Атлант» в Покрові у стандарті DVB-T2[40].
- Літо — Відновлення мовлення армянського регіонального телеканалу «Северный Крым»[11].
- Осінь — Початок мовлення «7 каналу» у Харкові у стандарті DVB-T2 та перехід каналу на цілодобового формату мовлення.
- Перехід кримськоготатарського телеканалу «ATR» до мовлення у широкоекраному форматі зображення 16:9.
- Початок мовлення нового християнського телеканалу «Надія».
- Початок мовлення нового телеканалу телепродажу «TV Sale Ukr».
- Початок мовлення нового регіонального телеканалу «Чернівецький промінь».
- Початок мовлення нового чернівецького регіонального телеканалу «Місто ТБ».
- Початок мовлення нового херсонського регіонального телеканалу «ЯТБ».
- Початок мовлення нового павлоградського регіонального телеканалу «MediaInform».
- Початок роботи IPTV-провайдера «OLL.TV»[41].
- Початок мовлення житомирського телеканалу «Союз TV» в Андріївці у стандарті DVB-T2.
- Початок мовлення телеканалу «Донбас» у Донецьку й області у стандарті DVB-T2.
- Початок мовлення регіональних телеканалів «Ірта» й «ЛКТ» в Луганську у стандарті DVB-T2.
- Початок мовлення телеканалу «ВІККА» у Черкасах і області у стандарті DVB-T2.
- Початок мовлення регіональних «34 каналу» у Дніпропетровську й області у стандарті DVB-T2.
- Початок мовлення регіональних «11 каналу» у Дніпропетровську та Нікополі у стандарті DVB-T2.
- Початок мовлення телеканалу «ТВ-5» у Запоріжжі й області у стандарті DVB-T2.
- Початок мовлення телеканалу «TTV» в Кіровограді у стандарті DVB-T2.
- Початок мовлення телеканалу «ЧДТ» в Чернігові й області у стандарті DVB-T2.
- Початок мовлення регіонального телеканалу «ВТВ-Плюс» у Херсоні у стандарті DVB-T2.
- Початок мовлення нового червоноградського регіонального телеканалу «Бужнет».
- Початок мовлення регіональних телеканалів «Академ TV» й «Відікон» у Сумах у стандарті DVB-T2.
- Початок мовлення регіонального телеканалу «ВІТА ТБ» у Вінниці й області у стандарті DVB-T2.
- Початок мовлення регіональних телеканалу «Вектор» у Лозовій у стандарті DVB-T2.
- Початок мовлення регіональних телеканалу «Візит» у Кременчуці у стандарті DVB-T2.
- Припинення мовлення та закриття телеканалу «SCI».
- Зміна графічного оформлення телеканалу «Tonis».
- Зміна графічного оформлення телеканалу «Ера».
- Зміна логотипу телеканалу «Enter-фільм».
- Відновлення мовлення івано-франківського регіонального «Каналу-402»[42].
- Початок мовлення регіонального державного телеканалу «ВДТ» у Вінниці й області у стандарті DVB-T2.
- Початок мовлення регіонального державного телеканалу «СТВ» у Севастополі у стандарті DVB-T2.
- Початок мовлення новгород-сіверського регіонального державного телеканалу «ТС» у Шостці у стандарті DVB-T2.
- Початок мовлення нового телеканалу «Право TV».
- Зміна графічного оформлення телеканалу «Кіноточка».
- Припинення мовлення та закриття телеканалу «УНТ»[43].
- Зміна логотипу та графічного оформлення музичного телеканалу «MusicBox UA».
- Відновлення мовлення одеського регіонального телеканалу «Круг».